# Cheiloneurus nigricornis
Cheiloneurus nigricornis är en stekelart som beskrevs av Hayat, Alam och Agarwal 1975. Cheiloneurus nigricornis ingår i släktet Cheiloneurus och familjen sköldlussteklar. Inga underarter finns listade i Catalogue of Life.